# Sciophila atrigaster
Sciophila atrigaster är en tvåvingeart som beskrevs av Loïc Matile 1979. Sciophila atrigaster ingår i släktet Sciophila och familjen svampmyggor. Inga underarter finns listade i Catalogue of Life.